# 牧の戸温泉
牧の戸温泉（まきのとおんせん）は、大分県玖珠郡九重町（旧国豊後国）にある温泉。長者原温泉や九重・飯田高原観光協会が提唱する「くじゅう連山温泉郷」に含められる場合もある。

## 泉質
- 単純硫化水素泉（緊張性低張性温泉）
  - 泉色：無色透明
  - 効能：神経痛・神経炎・リューマチ・胃腸病・疲労回復・美白作用など

※ 効能は万人に対してその効果を保障するものではない。

## 温泉地
やまなみハイウェイの長者原から牧ノ戸峠にかけては、長者原温泉、寒の地獄温泉、星生温泉、牧の戸温泉といった温泉が並んでおり、合わせて長者原温泉郷とも呼ばれている。牧の戸温泉は、その中でも九重連山の登山口として知られる牧ノ戸峠にもっとも近い位置にある一軒宿の温泉である。
九重・飯田高原観光協会が提唱する「くじゅう連山温泉郷」の一つにも数えらえる。
古くは中野温泉や猿渡地獄と呼ばれ、温泉が自噴していた。牧の戸温泉という名は、マナスル初登頂に成功した登山家槇有恒によって命名されたものである。
一軒宿の九重観光ホテルに、内湯、露天風呂、滝湯がある。立ち寄りも可能で、レストランで食事をすれば、無料で入浴できる。

## 九重地熱発電所
九重観光ホテルの敷地内にある蒸気井の蒸気を利用した自家用地熱発電所。1998年4月に運転を開始し、現在の出力は900kWである。予約すれば見学も可能。蒸気井からの蒸気は、発電のほか、館内の暖房、給湯にも利用されている。

### 沿革
- 1993年 - ミニ地熱発電の実験を開始。
- 1996年 - 電気事業法に基づく認可を九州通商産業局より取得。
- 1997年 - 自然公園法に基づく認可を環境庁より取得。
- 1998年4月 - 九重地熱発電所運転開始（出力500kW）。
- 2000年12月 - 900kWに増設して運転開始。
- 2006年12月 - 地熱発電としては国内初のグリーン電力証書の認定を受ける

## アクセス
- 鉄道・バス：JR九州久大本線豊後中村駅から九重町コミュニティバス牧の戸峠行きで約50分、牧の戸温泉停留所下車
- 車：大分自動車道九重ICから県道40号、やまなみハイウェイを牧ノ戸峠方面へ約18km